# 特殊作戦コマンド (ノルウェー軍)

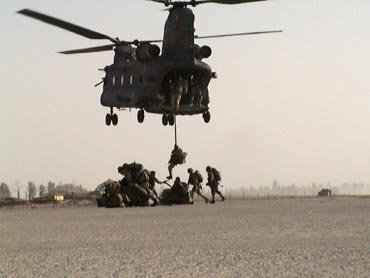
ヘリコプターで降下するFSK隊員(アフガニスタンにて)

ノルウェー軍特殊作戦コマンド(Forsvarets Spesialkommando,FSK)は、ノルウェー軍の特殊部隊。
1982年に創設される。任務は油田など国内の警護および国外での軍事作戦であり、複数の国で平和維持活動に従事した。

## 沿革
- 1962年 - 空挺レンジャー・スクールが創設。
- 1992年~1995年 - ボスニア紛争に参加する。
- 1995年 - カシミールで誘拐された欧米人観光客6人の救出作戦に参加
  - 作戦は実現せず。人質は1人が逃亡し1人が死亡、他全員は行方不明になる。
- 1998年~1999年 - コソボ紛争に参加。
- 2001年~2021年 - アフガニスタン紛争に参加。

## 編成
2014年からは陸軍猟兵コマンド(Hærens Jegerkommando)がFSKの指揮下に入っている。
ジェガートロペン(Jegertroppen)は女性だけで編成されており、作戦地域とその周辺の偵察を主な任務とする。部隊が創設された理由としてはイスラム教徒が多い地域の女性は他の男性との会話が禁止されており、情報収集のため対応する女性兵士が必要になったからである。